# نایدنباخ
نایدنباخ (به آلمانی: Neidenbach) یک شهر در آلمان است که در بیتبورگ-پروم واقع شده‌است.